# Southern Victory

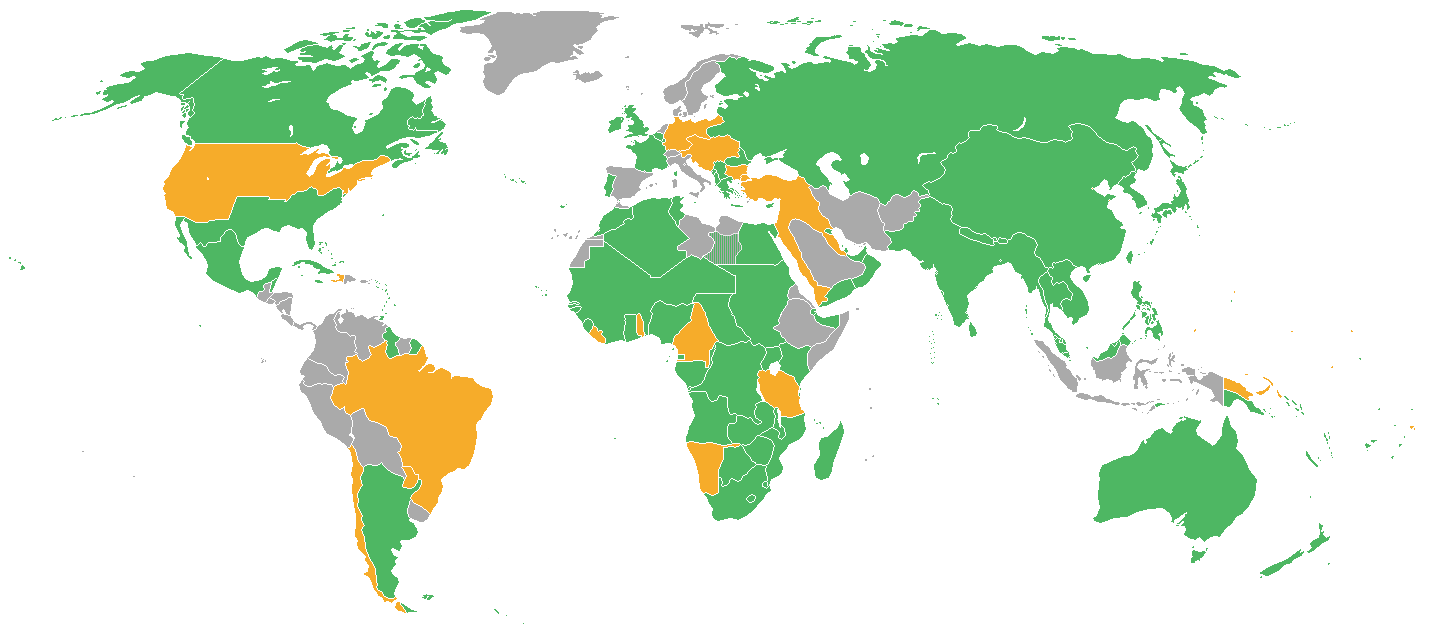
Carte du monde avec les protagonistes de la Première Guerre mondiale. Les pays de la Triple Entente (les Alliés) sont indiqués en vert, tandis que les Empires centraux sont indiqués en orange ; les neutres sont en gris.

Pour les articles homonymes, voir Southern et Victory.
Southern Victory (ou encore Timeline-191) est une série de romans uchroniques de science-fiction écrite par Harry Turtledove. Les onze livres constituant la suite romanesque forment une histoire alternative du continent nord-américain et du monde si la guerre de Sécession avait été gagnée par le Sud confédéré, et soutenu par la France et la Grande-Bretagne, et s'étend de 1862 à 1945. À ce jour, aucun des romans n'a été traduit en langue française.

## Nom de la série
.

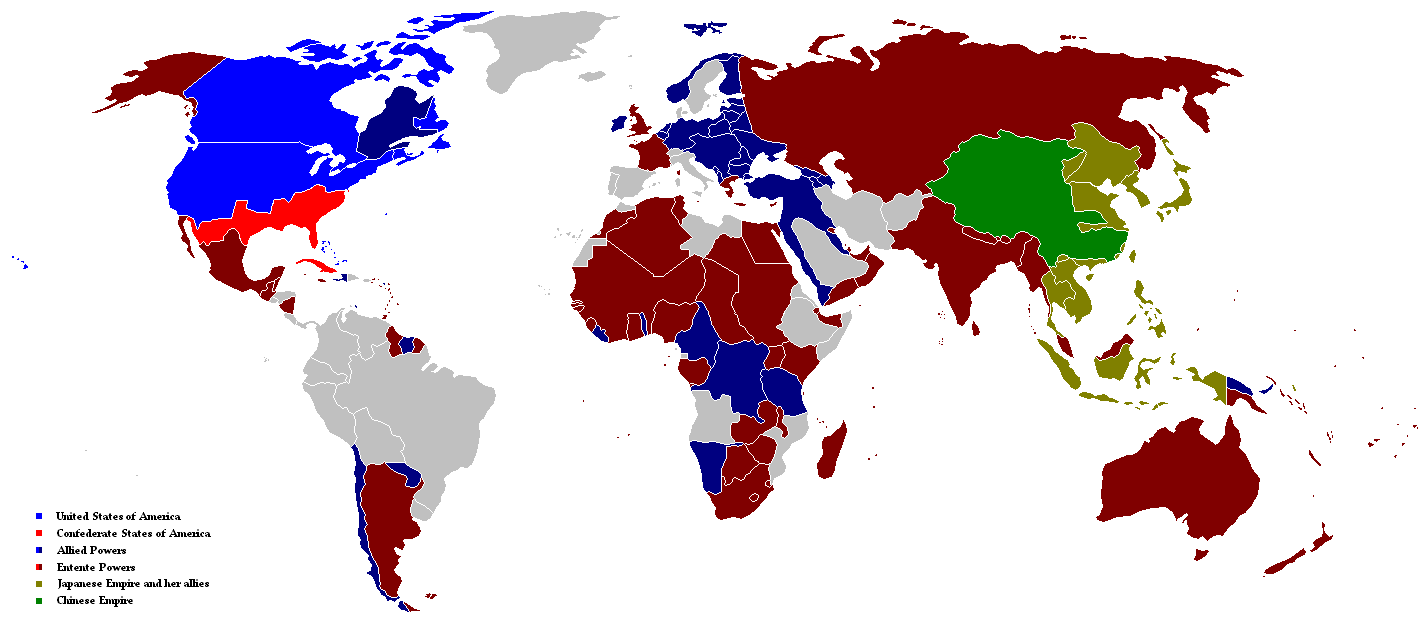
Carte du monde avec les protagonistes de la Seconde Guerre mondiale. Bleu ciel : États-Unis et territoires ; * Bleu foncé : Puissances centrales et alliés ; * Rouge vif : États conférés ; * Rouge foncé : Puissance de l'Entente et alliés ; * Jaune : Empire japonais avec ses colonies et alliés ; * Vert : Chine, neutre bien qu'en guerre avec le Japon ; * Gris : nations neutres.

L'autre nom de la série (« Timeline-191 ») provient de l'ordre spécial n°191 du général Lee, ordonnant l'invasion du Nord par la frontière du Maryland en septembre 1862. Le point de divergence avec l'histoire réelle se situe le 10 septembre 1862, quand trois soldats nordistes « ne trouvent pas » l'ordre spécial 191 (alors que dans la vraie guerre, cet ordre avait été découvert par hasard et avait avantagé le général George McClellan, commandant en chef de l'armée du Potomac.

## Liste des romans
- (en) How Few Remain, 1997Les Confédérés remportent la guerre de Sécession et commencent à lorgner sur les terres de l'Ouest.
- Great War, série de trois romans (1998-2000) : la Confédération et les États-Unis participent à la Première Guerre mondiale dans des camps opposés.
  - (en) American Front, 1998
  - (en) Walk in Hell, 1999
  - (en) Breakthroughs, 2000
- American Empire, série de trois romans (2001-2003) : la Confédération et l'Allemagne gagnent la Première Guerre mondiale.
  - (en) Blood and Iron, 2001
  - (en) The Center Cannot Hold, 2002
  - (en) The Victorious Opposition, 2003
- Settling Accounts, série de quatre romans (2004-2007) : la Confédération et les États-Unis participent à la Seconde Guerre mondiale dans des camps opposés. Les États-Unis étant alliés cette fois a l'Empire Allemand. 
  - (en) Return Engagement, 2004
  - (en) Drive to the East, 2005
  - (en) The Grapple, 2006
  - (en) In at the Death, 2007